# National Monetary Commission
A National Monetary Commission ou Comissão Monetária Nacional foi um grupo de estudo criado pela Lei Aldrich-Vreeland de 1908. Após o Pânico de 1907, a Comissão estudou as leis bancárias dos Estados Unidos e dos principais países da Europa. O presidente da Comissão, senador Nelson Aldrich, líder republicano no Senado, conduziu pessoalmente uma equipa de especialistas às principais capitais europeias. Eles ficaram surpresos ao descobrir como o sistema financeiro europeu parecia ser muito mais eficiente e como a libra, o franco e o marco eram muito mais importantes do que o dólar no comércio internacional. Os relatórios e recomendações da Comissão tornaram-se uma das principais bases para a promulgação do Federal Reserve Act de 1913, que criou o moderno sistema do Federal Reserve.

## Efeitos
O plano apresentado pela comissão pretendia ser apartidário, e o relatório foi unânime e assinado por membros republicanos e democratas. Ele não conseguiu um forte apoio público em parte por causa de sua aparente semelhança com um banco central e da desconfiança popular em relação a seu principal autor, o senador Nelson Aldrich. A maioria das suspeitas veio do público não ter sido completamente informado sobre o que o plano proposto tentava realizar.
O aparecimento do relatório da Comissão Monetária estimulou o interesse generalizado e a discussão sobre a reforma bancária. Na campanha presidencial de 1912, dois dos partidos políticos em suas plataformas nacionais condenaram o plano proposto pela Comissão Monetária Nacional, e o bem-sucedido Partido Democrata, liderado por Woodrow Wilson, se opôs especificamente a qualquer plano envolvendo um banco central. Muitas das melhores características desse plano, no entanto, foram incorporadas a Lei do Federal Reserve. O projeto de lei, que criou o sistema de banco central dos Estados Unidos e concedeu-lhe autoridade legal para emitir moeda com curso legal, foi apresentado no Congresso em 26 de junho e finalmente promulgado em 23 de dezembro de 1913.